# Europastraße 008
Die Europastraße 008 (kurz: E 008) ist eine rund 850 Kilometer lange Europastraße des Zwischennetzes in Tadschikistan, die zur Grenze der Volksrepublik China führt.

## Verlauf

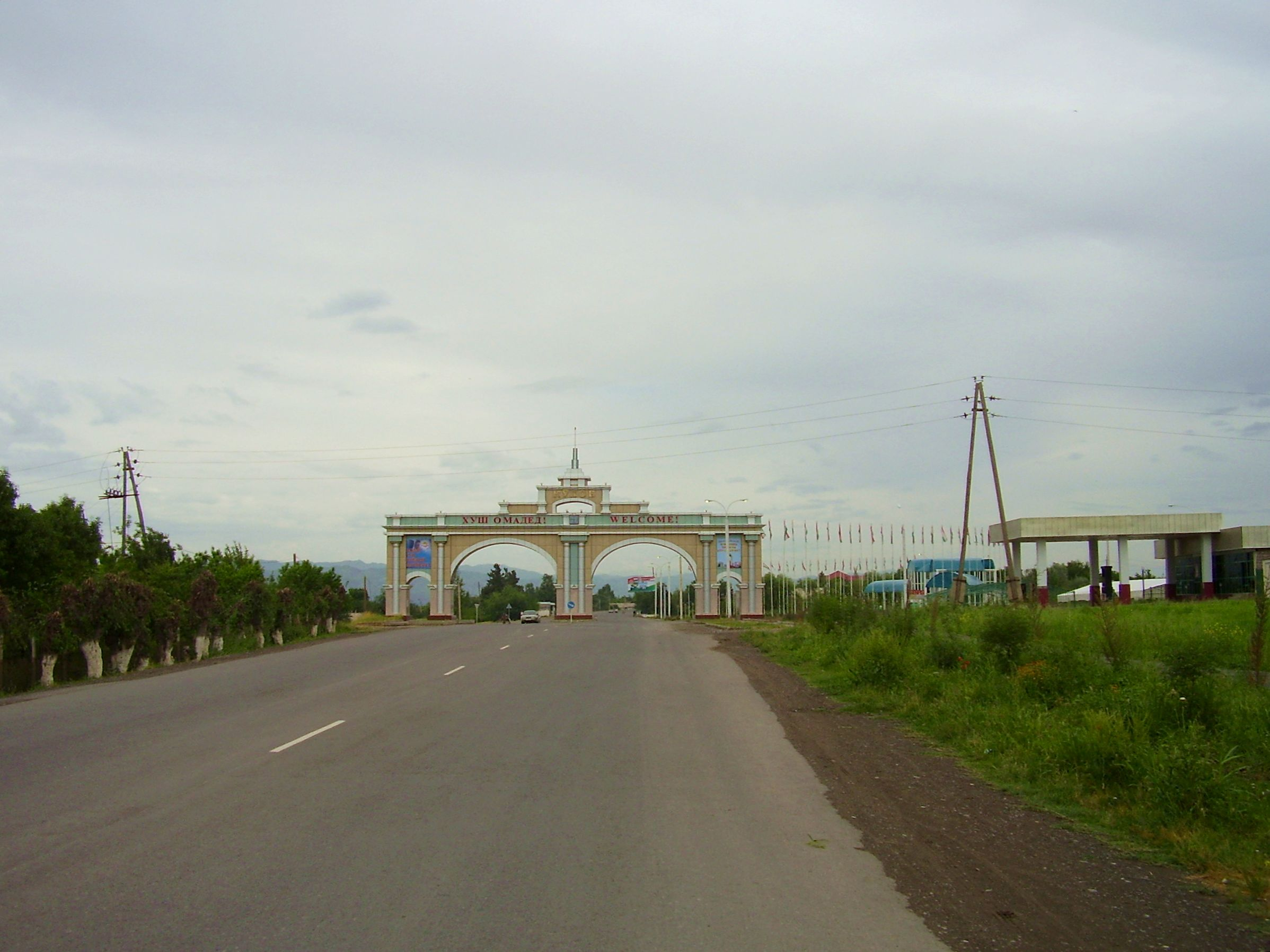
Einfahrt nach Kulob

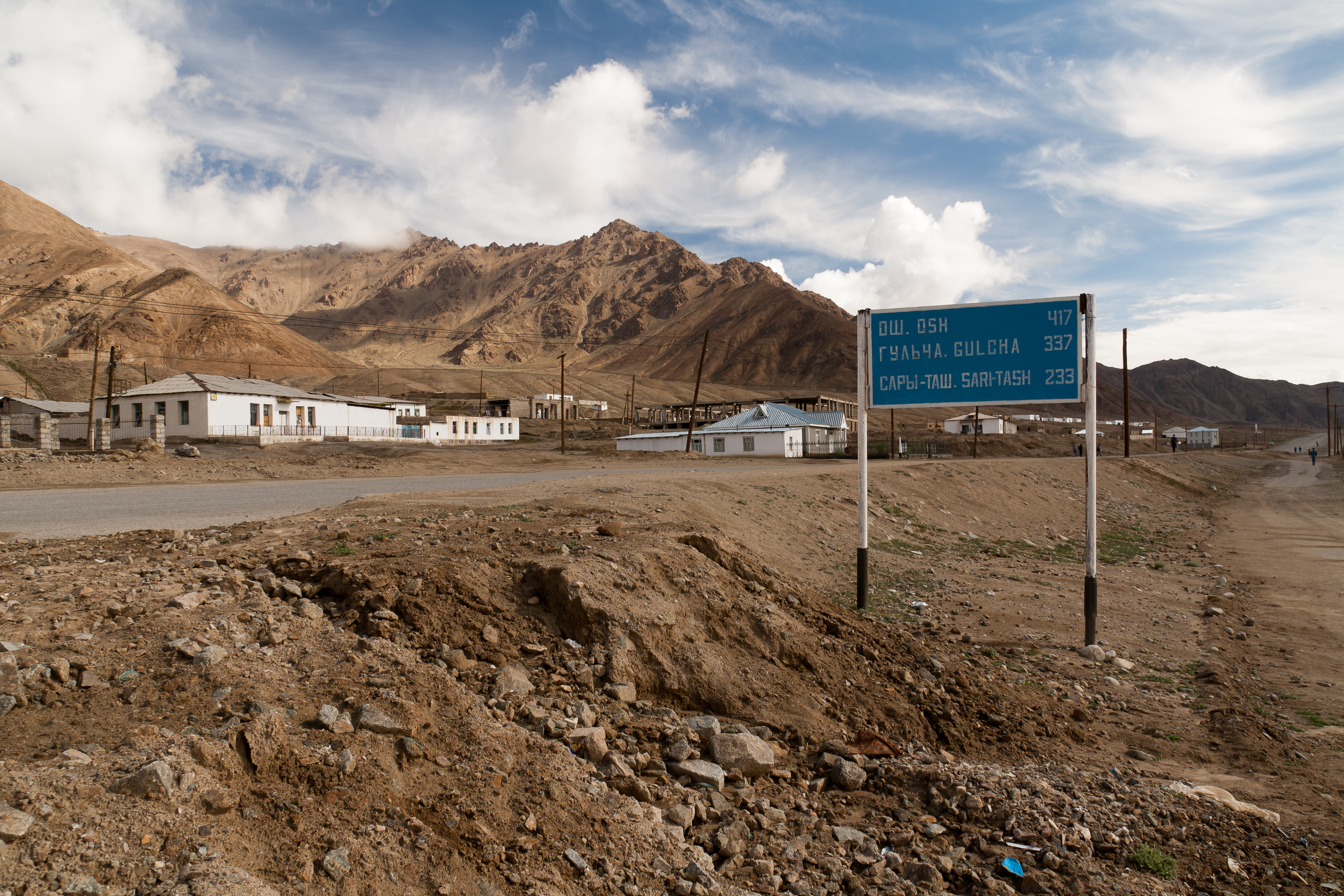
Hauptstraße von Murgab

Die Europastraße 008 beginnt an der Europastraße 60 und der Europastraße 123 in Duschanbe und verläuft von dort in östlicher Richtung über Kulob, Qal'ai Khumb und Chorugh durch das Pamir-Gebirge und weiter nach Murgab im Gebiet Berg-Badachschan zum 4362 m hohen Kulma-Pass, dem einzigen Grenzübergang zwischen Tadschikistan und der Volksrepublik China.